# Nizwa
Nizwa (in arabo نزوى Nizwà o Nazwà), è una città di 76 128 abitanti dell'Oman, paese del quale è stata anche una storica capitale.

## Storia

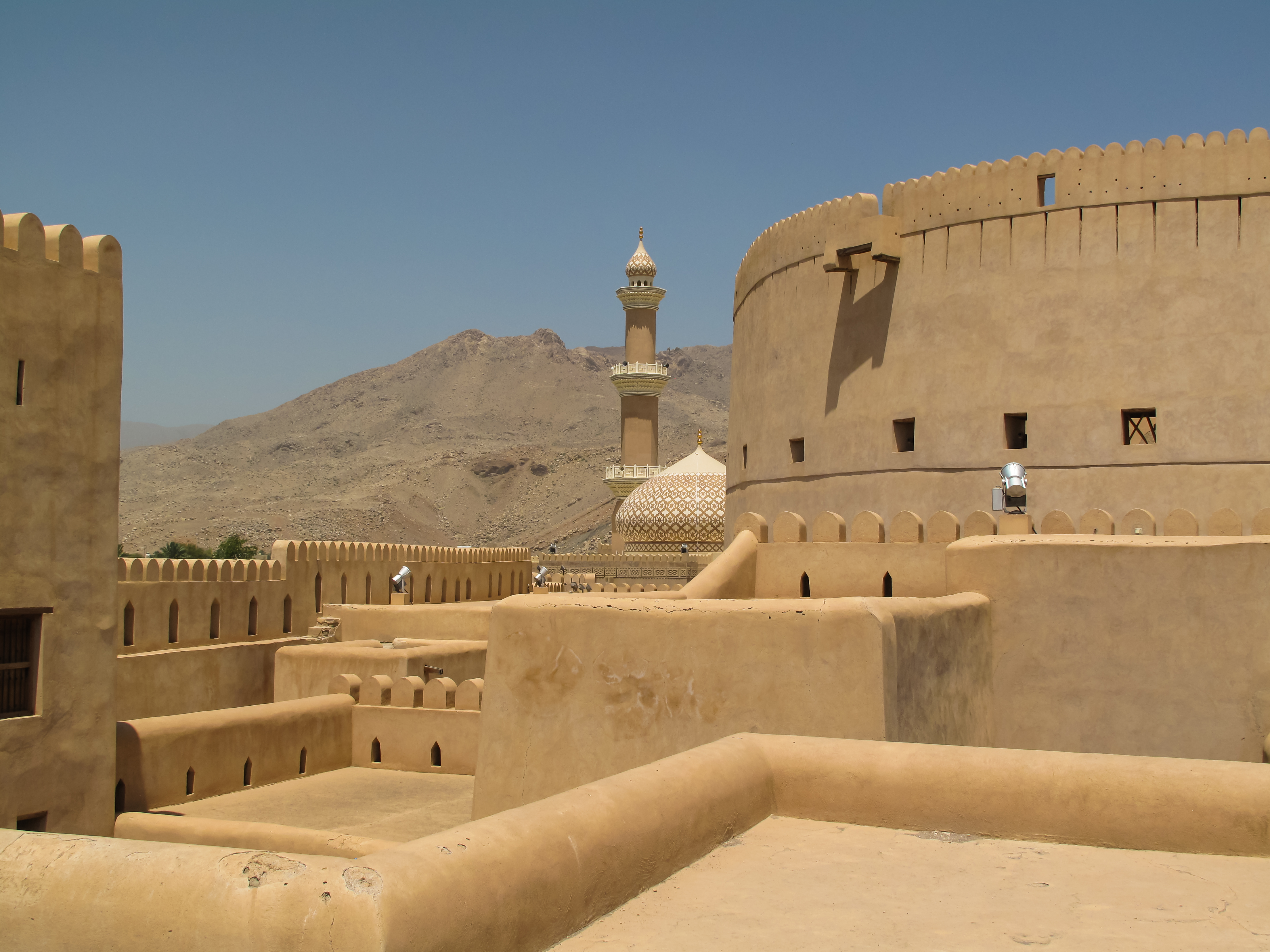
Forte di Nizwa

La sua vecchia moschea centrale è stata un centro di cultura islamica. La città è un centro per la coltivazione e lavorazione dei datteri e il mercato per l'area di Dhakliya.
Nei primi anni cinquanta, la grande torre dell'antico forte della città, costruito intorno al 1650, è stata bombardata dalle forze britanniche chiamate per aiutare il sultano Sa'id bin Taymur nella repressione di una rivolta, sorta essenzialmente per questioni inerenti allo sfruttamento dei giacimenti petroliferi, scoperti in quegli anni nel paese.
Nizwa ha iniziato ad ammodernarsi sotto il regno del sultano Qaboos, che ha favorito la costruzione di strade e linee di comunicazione, ospedali, scuole e polizia locale. Attualmente il governo sta cercando di sviluppare il turismo nella regione, che offre notevoli scenari naturalistici.
Le principali attrazioni turistiche della città sono il forte e il suq, cioè il vecchio mercato. A nord della città, sulla strada per Bahla, si trova il Falaj Daris, patrimonio UNESCO.

### Monumenti e luoghi d'interesse
- Città vecchia
- Forte di Nizwa
- Souq
- Moschea Al-Shawathna
- Moschea Sa'al